# واروژان یپرمیان
واروژان یپرمیان (ارمنی: Վարուժան Եփրեմյան؛ زادهٔ ۳۰ ژوئیهٔ ۱۹۵۹) یک نقاش اهل ارمنستان است.

## زندگی‌نامه
در سال ۱۹۷۸ پس از فارغ‌التحصیلی از کالج هنری ترلمزیان ایروان، وی در انستیتو هنرهای زیبا و تئاتر شروع به فعالیت کرد. واروژان یپرمیان در اتحادیه نقاشان ارمنستان، اتحادیه هنرمندان ارمنستان، اتحادیه هنرمندان خلاق روسیه و انجمن هنرمندان خلاق میر (MIR) عضویت دارد.